# Lipnice (gromada)
Lipnice (pod koniec Lipnica) – dawna gromada, czyli najmniejsza jednostka podziału terytorialnego Polskiej Rzeczypospolitej Ludowej w latach 1954–1972.
Gromady, z gromadzkimi radami narodowymi (GRN) jako organami władzy najniższego stopnia na wsi, funkcjonowały od reformy reorganizującej administrację wiejską przeprowadzonej jesienią 1954 do momentu ich zniesienia z dniem 1 stycznia 1973, tym samym wypierając organizację gminną w latach 1954–1972.
Gromadę Lipnice z siedzibą GRN w Lipnicach (w obecnym brzmieniu Lipnica) utworzono – jako jedną z 8759 gromad na obszarze Polski – w powiecie chojnickim w woj. bydgoskim, na mocy uchwały nr 24/5 WRN w Bydgoszczy z dnia 5 października 1954. W skład jednostki weszły obszary dotychczasowych gromad Lipnice, Prądzona, Osusznica i Kiedrowice oraz osiedle Karpno z dotychczasowej gromady Mielno ze zniesionej gminy Lipnice w tymże powiecie. Dla gromady ustalono 23 członków gromadzkiej rady narodowej.
31 grudnia 1959 do gromady Lipnica włączono obszar zniesionej gromady Borzyszkowy w tymże powiecie.
31 grudnia 1961 do gromady Lipnica włączono obszar zniesionej gromady Zapceń w tymże powiecie.
1 stycznia 1972 do gromady Lipnica włączono kolonię Mogiel ze zniesionej gromady Swornegacie w tymże powiecie.
Gromada przetrwała do końca 1972 roku, czyli do kolejnej reformy gminnej. 1 stycznia 1973 w powiecie chojnickim reaktywowano gminę Lipnica (od 1999 gmina Lipnica znajduje się w powiecie bytowskim).